# 두원 오씨
두원 오씨(荳原吳氏)는 전라남도 고흥군 두원면을 본관으로 하는 한국의 성씨이다. 시조는 오영로(吳寧老)라는 인물로 그의 손자인 오순손(吳順孫)이 무과에 급제한 뒤 공을 세워 두원군(荳原君)에 봉해졌다.

## 참고 자료
- “두원오씨(荳原吳氏)”. 뿌리를 찾아서.[깨진 링크(과거 내용 찾기)]